# Asjen
Asjen är en ort i Marocko.   Den ligger i regionen Tanger-Tétouan-Al Hoceïma, 140 km nordost om huvudstaden Rabat.